# Konstrukteur EFZ

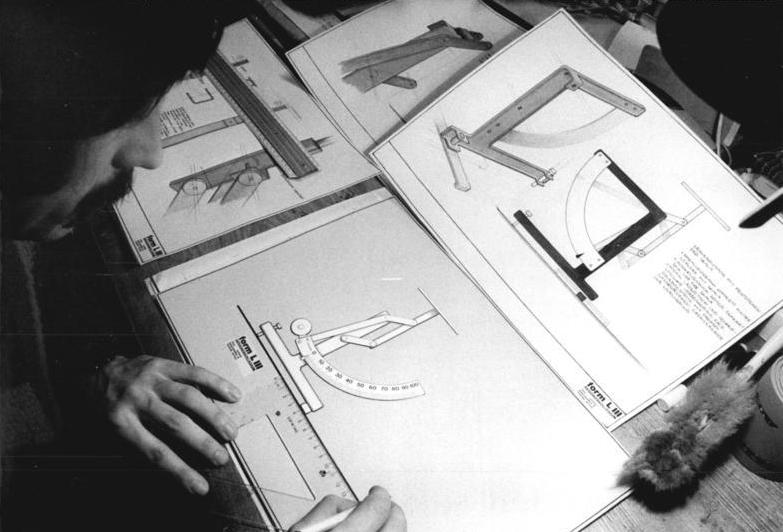
Konstrukteur beim Zeichnen einer Briefwaage (1985)

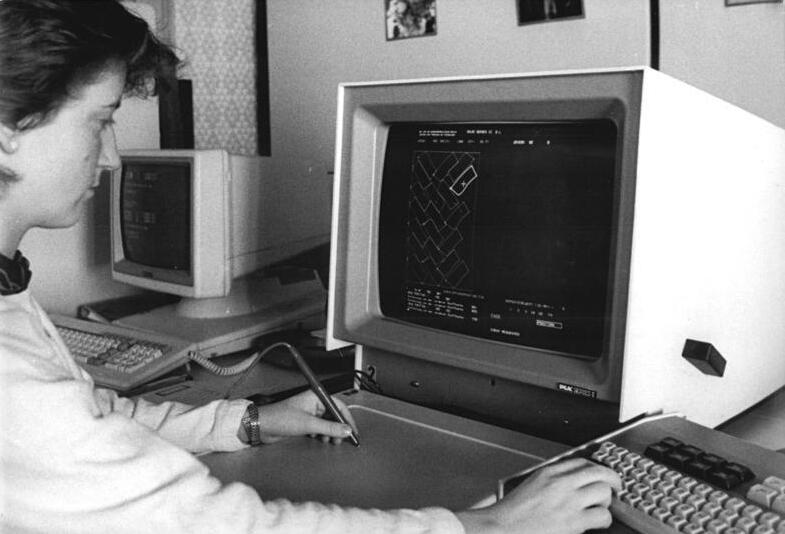
CAD-Arbeitsplatz (1987)

Der Konstrukteur EFZ (französisch Dessinateur-constructeur industriel CFC, italienisch Progettista meccanico AFC) ist in der Schweiz eine berufliche Grundbildung.
Die Ausbildung dauert vier Jahre und findet gleichzeitig im Lehrbetrieb, in der Berufsfachschule und in überbetrieblichen Kursen statt.
Der Konstrukteur EFZ ersetzt seit 1998 die Berufe Maschinenzeichner und Technischen Zeichner.
Der Konstrukteur EFZ benutzt bereits während der Ausbildung vorwiegend CAD-Systeme, erlernt aber auch die wesentlichen „händigen“ Fertigkeiten des Technischen Zeichnens.

## Berufsbild
Konstrukteurinnen EFZ und Konstrukteure EFZ konstruieren in Zusammenarbeit mit Ingenieuren und Technikern Einzelteile und Baugruppen für Geräte, Maschinen oder Anlagen sowie Werkzeuge und Vorrichtungen für die Produktion. Die Konstrukteure erarbeiten Fertigungs-, Montage- und Prüfunterlagen und Produktionsdaten. Für den Gebrauch und die Instandhaltung der Produkte verfassen sie entsprechende Anleitungen und Dokumentationen. Ein großer Teil ihrer Arbeitskraft ist der formalen Anfertigung, der aus ihrer eigenen und der der Ingenieur-Konstrukteure resultierenden Konstruktionsarbeit, in Form von Technischen Zeichnungen gewidmet.

## Empfohlene Vorbildung
Empfohlen wird:
- abgeschlossene Volksschule
- mittlere bis obere Schulstufe
- gute Leistungen in Mathematik und Physik

## Ablauf der Ausbildung
Parallel zu der geschäftsinternen Ausbildung am CAD-System werden die Berufsfachschule besucht und im ersten Lehrjahr vier überbetriebliche Kurse absolviert, welche zur Grundausbildung im ersten Lehrjahr gehören.

### Berufsfachschule
Die Berufsfachschule wird im ersten und zweiten Lehrjahr je zwei Tage pro Woche besucht, ab dem dritten nur noch einmal pro Woche. Wird parallel die Berufsmaturität erworben, findet der Unterricht durchgehend zwei Tage pro Woche statt.
Unterrichtsfächer sind:
- Mathematik
- Physik
- Werkstoff- und Fertigungstechnik
- Zeichnungs- und Maschinentechnik
- Automation
- Elektronik/Elektrotechnik
- Informatik
- Steuerungstechnik
- Technisches Englisch
- Lern- und Arbeitsmethodik

### Überbetriebliche Kurse
Neben der Ausbildung im Lehrbetrieb und an der Berufsfachschule lernt der Konstrukteur EFZ die grundlegenden Fertigkeiten in folgenden überbetrieblichen Kursen:
- Zeichnungstechnik (16 Tage)
- Gestaltungstechnik (15 Tage)
- Konstruktionsmethodik (14 Tage)
- Produktionstechnik (9 Tage)

Einige der überbetrieblichen Kursen können (je nach Lehrbetrieb) intern in den Lehrwerkstätten oder Konstruktionsabteilungen absolviert werden, falls die nötigen Anforderungen der Swissmem Berufsbildung gedeckt werden.

## Weiterbildungsmöglichkeiten
- Berufsprüfung
- Höhere Fachprüfung
- Höhere Fachschule  (Technikerschule)
- Fachhochschule (sofern Berufsmatur vorhanden)
- Vorbereitungskurs für die nachträgliche Berufsmatura (ab dem 3. Lehrjahr, jeweils einen halben Tag pro Woche).[5]

## Verwandte Berufe
- Polymechaniker Vertiefungsrichtung Konstruktion
- Metallbaukonstrukteur EFZ
- Elektroplaner EFZ
- Mikrozeichner
- Bauzeichner